# .invalid
.invalid je rezervovaná doména nejvyššího řádu používaná výhradně jako příklad, nikdy by se neměla objevit ve skutečném systému DNS.
Nebyla jednou z původních domén nejvyššího řádu, které byly uvedeny v lednu 1985, namísto toho ji v červnu 1999 definovalo RFC 2606.
Důvod pro zavedení této domény jsou systémy, kde uživatel musí zadat adresu, ale nepřeje si používat žádnou funkční. Oblíbené se stalo použití jako přípona v adrese emailu v newsgroup, aby se zabránilo spamu.

## Příklady použití
- korektní jméno domény: jmeno-domeny.example
- nekorektní jméno domény: jmeno@domeny.invalid